# Râul Hârța
Râul Hârța (cunoscut local și ca Râul Hința) este un curs de apă, aflat în județul Vâlcea, afluent de stânga al râului Govora, care este un afluent de dreapta al râului Olt.

## Generalități
Râul Hârța nu are afluenți semnificativi.

## Hărți
- Harta județului Vâlcea - Județul Vâlcea